# Amphianthus nitidus.
Amphianthus nitidus. är en havsanemonart som först beskrevs av Addison Emery Verrill 1899.  Amphianthus nitidus. ingår i släktet Amphianthus och familjen Hormathiidae. Inga underarter finns listade i Catalogue of Life.